# واناکا
واناکا (به لاتین: Wanaka) یک منطقهٔ مسکونی در نیوزیلند است که در Queenstown-Lakes District واقع شده‌است. واناکا ۲۸٫۶۱ کیلومتر مربع مساحت دارد ۲۹۰ متر بالاتر از سطح دریا واقع شده‌است.